# STANAG 4569
NATO AEP-55 STANAG 4569 è uno standard NATO, relativo alle corazzature per veicoli. Lo standard riguarda le protezioni contro proiettili, artiglieria e esplosivi e suddiviso in livelli di resistenza. Il livello più alto è il 6.

## Livello 1

### Energia cinetica
7.62×51mm NATO Ball (Ball M80) a 30 metri a 833 m/s
5.56×45mm NATO Ball (SS109) a 30 metri a 910 m/s
5.56×45mm NATO Ball (M193) a 30 metri a 930 m/s

### Paraschegge
Granata a mano, bomba a grappolo inesplosa e altre armi esplosive piccole (mine antiuomo), che esplodono sotto il veicolo.

### Artiglieria
155 mm HE a 100 m
Angolo: orizzontale: 360°; verticale: 0 - 18°

## Livello 2

### Energia cinetica
7.62×39mm API BZ a 30 metri a 695 m/s

### Mine
Con 6 kg di TNT:
2a – Attivazione al passaggio della ruota o del cingolo.
2b – Detonazione sotto il mezzo (nel centro).

### Artiglieria
155 mm HE a 80 m
Angolo: orizzontale: 360°; verticale: 0 - 22°

## Livello 3

### Energia cinetica
7.62×51mm AP (WC Kern) a 30 metri a 930 m/s
Angolo: orizzontale: 360°; verticale: 0-30°
Mine
Con 8 kg di TNT:
3a – Attivazione al passaggio delle ruote o cingoli.
3b – Detonazione sotto il veicolo (nel centro).

### Artiglieria
155 mm HE a 60 m
Angolo: orizzontale: 360°; verticale: 0 - 30°

## Livello 4

### Energia cinetica
14.5×114mm AP / B32 a 200 metri a 911 m/s
Angolo: orizzontale: 360°; verticale: 0°

### Artiglieria
155 mm HE a 30 m
Mine
Con 10 kg di TNT:
4a – Attivazione al passaggio delle ruote o cingoli.
4b – Detonazione sotto il veicolo (nel centro).

## Livello 5

### Energia cinetica
25 mm APDS-T (M791) o TLB 073 a 500 m a 1258 m/s
Angolo: frontale: ± 30° in orizzontale, verticale 0°

### Artiglieria
155 mm HE a 25 m
Angolo: orizzontale 360°; verticale: 0 - 90°

## Livello 6

### Energia cinetica
30 mm APFSDS o AP a 500 m
Angolo: frontale: ± 30° in orizzontale, verticale 0°

### Artiglieria
155 mm HE a 10 m
Angolo: orizzontale 360°; verticale: 0 - 90°